# Вулькано (вулкан)
Вулькано (итал. Vulcano) — группа вулканических объектов расположенная на острове Вулькано, относящемся к Липарским островам к северу от Сицилии, Италия.
Вулкан начал формироваться в эпоху плейстоцена, примерно 136 000 лет назад. Вулькано формировался в 6 этапов. Активность вулкана со временем переходила с южной части острова на северную. Основные вулканические объекты это кальдеры дель Пьяно на юго-востоке и дель Фосса на северо-западе острова. В современный период наибольшая вулканическая активность исходила из туфового конуса Ла Фосса, который в настоящее время достиг высоты 391 м. Примерно в 183 г. до н.э. в результате вулканической активности начал формироваться вулканический конус Вульканелло.  Вершина Вульканелло состоит из 3 пирокластических конусов.
Вулканическая активность Вульканелло закончилась в XVI веке. Последнее извержение эксплозивного (взрывного) характера произошло из туфового конуса Ла Фосса в 1888 и 1890 гг. В 1999 году производились замеры температур фумарольных полей Вулькано, которые показали, что их температура снизилась по сравнению с предыдущими годами. Вулькано извергался в эпоху голоцена более 40 раз.
С 19 ноября 2021 года, был повышен уровень опасности с жёлтого, до оранжевого, из-за резкой повышенной фумарольной активности и температуры на вулкане.
С ноября 2021 года, жители острова, а это около 300 человек, вынуждены были покинуть остров из-за вероятности отравиться сернистыми газами.

## Видео
Вулькано на YouTube